# 加齐·亚瓦尔
加齐·亚瓦尔（1958年3月11日—），出生于伊拉克庫德斯坦多民族聚居的摩苏尔市舒马尔部落，逊尼派穆斯林。

## 生平
20世纪80年代中，亚瓦尔来到沙特阿拉伯，进入沙特的石油矿业大学攻读工程学位。随后前往美国的乔治·华盛顿大学就读，后来成为土木工程师。 亚瓦尔在1990年伊拉克入侵科威特后离开伊拉克到沙特从商，经营一家电信公司。亚瓦尔于2003年6月萨达姆政权倒台后，应邀回国并被选入伊拉克临时管理委员会。2004年5月17日临管会轮值主席團主席萨利姆遭袭身亡后，亚瓦尔被推举为新任轮值主席，任期至2004年6月30日为止。2004年6月28日在伊拉克权力交接仪式中就任伊拉克总统。2005年4月当选伊拉克过渡政府副总统。